# Guerra angloegípcia
La guerra angloegípcia (àrab: الاحتلال البريطاني لمصر, al-iḥtilāl al-Brīṭānī li-Miṣr, literalment ‘l'ocupació britànica d'Egipte’) va ser un conflicte que va enfrontar, el 1882, les forces egípcies i sudaneses comandades per Ahmed Urabi, contra el Regne Unit. El conflicte va acabar quan es va produir un la Revolta d'Urabi, un alçament nacionalista contra el kediv Tewfik Paixà, i va provocar una important expansió de la influència britànica sobre el país, a expenses de la Tercera República Francesa.

## Antecedents
El 1881, Ahmed Urabi, un oficial de l'exèrcit egipci es va amotinar i va iniciar un cop d'estat contra Tewfik Paixà, el kediv d'Egipte i Sudan, a causa de greuges per les disparitats salarials entre egipcis i europeus, i altres preocupacions. El gener de 1882 els governs britànic i francès van enviar una "Nota conjunta" al govern egipci, declarant el seu reconeixement de l'autoritat del kediv. El 20 de maig, vaixells de guerra britànics i francesos van arribar a la costa d'Alexandria. L'11 de juny es va produir un motí anticristià a Alexandria que va matar 50 europeus. El coronel Urabi va ordenar a les seves forces reprimir el motí, però els europeus van fugir de la ciutat i l'exèrcit d'Urabi va començar a fortificar la ciutat. La flota francesa va ser recordada a França. Un ultimàtum britànic va ser rebutjat i els seus vaixells de guerra l'11 de juliol van començar el bombardeig d'Alexandria que va durar més de deu hores, provocant el trencament obert entre Urabí Paixà i Tewfik

## La guerra
Tewfik Paixà no va voler sortir d'Egipte per posar-se sota protecció de les potències (com aquestes per seguretat li demanaven) i va restar al seu palau de Kasr al-Raml, prop d'Alexandria però durant el bombardeig no va córrer cap perill; llavors els soldats d'Urabí van atacar el palau però va poder fugir a un altre palau passant pels carrers d'Alexandria (en alguns llocs en flames) i finalment es va veure obligat a demanar la protecció d'un contingent britànic; llavors va demanar a Urabí la dimissió. Urabí va respondre proclamant-se cap del moviment de resistència nacional. Els britànics van envair Egipte en suposat interès de l'autoritat legítima (Tewfik i el primer ministre Raghib Pasha) i van derrotar les forces d'Urabí a la batalla de Tel el-Kebir, iniciant-se l'Ocupació britànica d'Egipte.

## Conseqüències

### Judici a Urabi
En un primer moment, el primer ministre Gladstone tenia la intenció de jutjar Urabi i fer-lo executar, descrivint-lo com «un tirà egoista, que com a opressor del poble egipci encara va tenir temps, en la seva capacitat de Sal·ladí dels darrers temps, de massacrar cristians.» Després de llegir els seus diaris, que s'havien capturat, i d'altres nombroses evidències, no obstant, es va fer molt difícil «demonitzar» Urabi en un judici públic. Així, els seus càrrecs van ser rebaixats, permetent que Urabi acceptés el de rebel·lió i fos envia't a l'exili.

### Ocupació britànica
Les tropes britàniques van ocupar Egipte des del 1882 fins als tractats angloegipcis de 1922 i 1936, en els que van acabar atorgant gradualment el control al govern egipci.
Hopkins opina que els britànics van mantenir la seva ocupació d'Egipte, després del 1882, per garantir les inversions britàniques al país: «El Regne Unit tenia interessos molt importants a defensar a Egipte, i estava preparat per retirar-se només si es donaven condicions que garantissin la seguretat d'aquells interessos, condicions que no es van donar.» En relació amb aquest punt de vista, les inversions a Egipte es van incrementar durant l'ocupació britànica, les ràtios d'interès van caure i els preus dels bons van augmentar.